# Phyllotreta melichari
Phyllotreta melichari es una especie de insecto coleóptero de la familia Chrysomelidae. Fue descrita científicamente en 1941 por Heikertinger.